# Kono Yasui

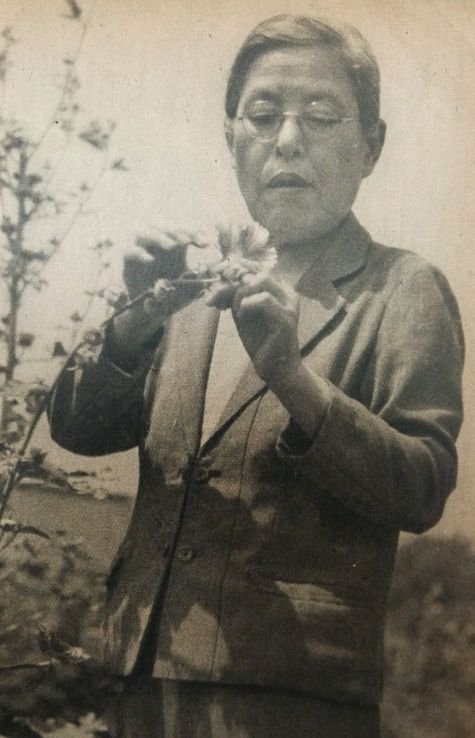
Kono Yasui (1948)

Kono Yasui (japanisch 保井 コノ Yasui Kono; geb. am 16. Februar 1880 in Sanbonmatsu in der Präfektur Kagawa; gest. am 24. März 1971 in Bunkyō) war eine japanische Biologin und Zytologin.

## Jugend und Ausbildung
Yasui wurde 1880 in der Präfektur Kagawa in der Familie eines Reeders geboren. Sie war das älteste von neun Kindern und wuchs bei bildungsbegeisterten Eltern auf. Als sie von der unteren auf die höhere Elementarschule wechselte, empfahl ihr Vater ihr, das Buch  Encouragement of Learning des Philosophen Yukichi Fukuzawa zu lesen. Während ihrer gesamten Schulzeit zeichnete sie sich besonders in den Naturwissenschaften und Mathematik aus. Sie schloss 1898 die Normalschule und 1902 die Wissenschaftssektion der Frauenoberschule ab. Sie unterrichtete an den Mädchenoberschulen in Gifu und Kanda bis 1905, als ein Graduiertenstudiengang an der Frauenoberschule eingerichtet wurde. Sie war die erste Frau, die dabei einen naturwissenschaftlichen Schwerpunkt wählte und sich auf Zoologie und Botanik spezialisierte. 1905 veröffentlichte sie als erste Frau einen Artikel in Zoological Science mit ihren Forschungsergebnissen zum Weberschen Apparat beim Karpfen. Ihre Arbeit zum Schwimmfarn Salvinia natans wurde im Journal of Plant Sciences und in den britischen Annals of Botany publiziert, was wiederum die erste Veröffentlichung einer japanischen Naturwissenschaftlerin in westlichen Fachzeitschriften war. Sie schloss ihr Graduiertenprogramm an der Frauenoberschule 1907 ab und wurde Assistenzprofessorin an diesem Institut.

## Akademische Karriere
Als Yasui sich beim japanischen Bildungsministerium um ein Auslandsstudium bewarb, zögerte man, da man einer Frau keine erfolgreiche Wissenschaftskarriere zutraute. Sie erhielt die Genehmigung schließlich unter der Bedingung, dass sie sich für hauswirtschaftliche Forschung neben ihrer naturwissenschaftlichen Arbeit bewerbe und sie auf eine Eheschließung verzichte und sich ganz ihrer Wissenschaftstätigkeit widme. Sie reiste nach Deutschland und in die Vereinigten Staaten, wo sie 1914 zytologische Forschungen an der University of Chicago durchführte. An der Harvard University forschte sie 1915 bei dem Pflanzenanatomen und Phylogenetiker E. C. Jeffrey über Kohle. Sie kehrte im Juni 1916 nach Japan zurück und setzte ihre Kohleforschung an der Kaiserlichen Universität von Tokio (heute University of Tokyo) bis 1927 fort. Sie hielt dort von 1918 bis 1939 auch Vorlesungen über Genetik. 1919 wurde Yasui Dozentin an der Frauenoberschule in Tokio. Als erste Japanerin promovierte sie 1927 in Naturwissenschaften mit einer Arbeit über die Struktur von japanischer Braun- und Steinkohle.
1929 gründete Yasui das Zytologiejournal Cytologia. Ab 1924 erforschte sie die Genetik von Mohngewächsen, Mais und Dreimasterblumen. Nach den Atombombenabwürfen auf Hiroshima und Nagasaki im Sommer 1945 begann sie mit Untersuchungen zu Auswirkungen des nuklearen Fallouts auf Pflanzen. Yasui spielte eine entscheidende Rolle bei der Weiterentwicklung der Tokioter Frauenoberschule zur heutigen Ochanomizu University, an der sie 1949 zur Professorin ernannt wurde. Als sie 1952 mit 72 Jahren emeritiert wurde, stiftete sie das Yasui-Kuroda Stipendium, durch welches noch heute junge Forscherinnen während ihrer Ausbildung unterstützt werden. Bis 1957 veröffentlichte sie 99 wissenschaftliche Arbeiten.

## Ehrungen
1955 wurde sie für ihre Forschungserfolge und ihre führende Rolle für die Bildung von Frauen mit der Ehrenmedaille am Purpurband ausgezeichnet, 1965 erhielt sie den hōkan shirochōshō, den Orden der Edlen Krone dritter Klasse.